# Norman Del Mar

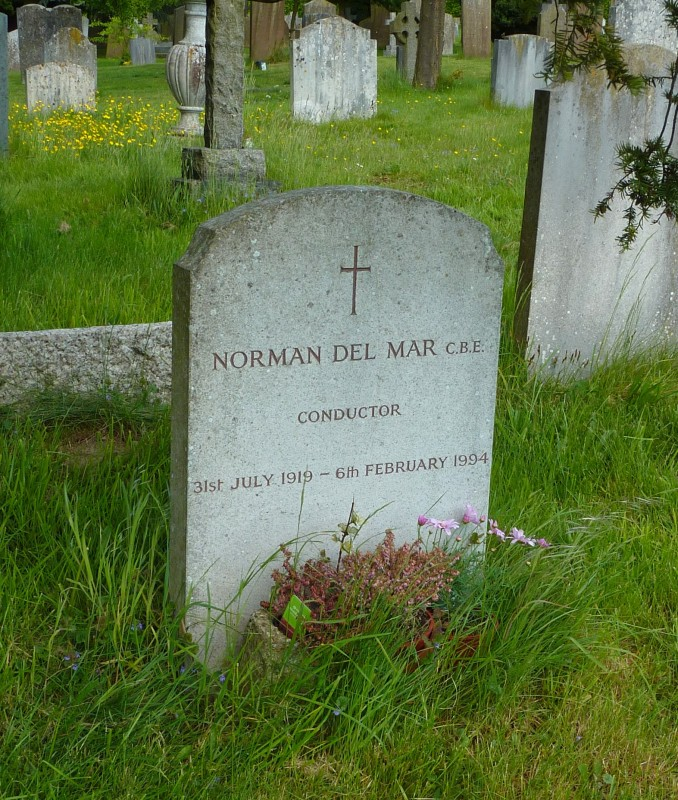
Grób Normana Del Mara na cmentarzu przy kościele św. Piotra w Limpsfield

Norman René Del Mar (ur. 31 lipca 1919 w Londynie, zm. 6 lutego 1994 w Bushey) – brytyjski dyrygent i pisarz muzyczny.

## Życiorys
Urodził się jako Norman René Levi, później przybrał nazwisko Del Mar, będące panieńskim nazwiskiem jego matki. Studiował w Royal College of Music u Ralpha Vaughana Williamsa i Reginalda Owena Morrisa, uczęszczał też na lekcje kompozycji u Constanta Lamberta. W czasie II wojny światowej służył w RAF. W 1944 roku założył Chelsea Symphony Orchestra. W latach 1948–1951 asystent Thomasa Beechama przy Royal Philharmonic Orchestra. Od 1949 do 1955 roku był pierwszym dyrygentem English Opera Group, z którą wystawił Let’s Make an Opera Benjamina Brittena. Dyrygował London Philharmonic Orchestra (1951–1954), Yorkshire Symphony Orchestra (1954–1955), BBC Scottish Symphony Orchestra w Glasgow (1960–1965) i Orkiestrą Symfoniczną w Göteborgu (1969–1973). Prowadził też orkiestrę kameralną Królewskiej Akademii Muzycznej (1973–1977), zespół muzyczny BBC Academy (1974–1977) i gościnnie Bournemouth Sinfonietta (1982–1985). W latach 1985–1988 dyrektor artystyczny Orkiestry Symfonicznej w Århus.
Od 1953 do 1960 roku wykładał dyrygenturę w Guildhall School of Music. W latach 1972–1990 był wykładowcą Royal College of Music. Od 1975 roku Komandor Orderu Imperium Brytyjskiego (CBE). Jego synem był Jonathan Del Mar.

## Twórczość
Był autorem prac Paul Hindemith (Londyn 1957), Modern Music and the Conductor (Londyn 1960), Richard Strauss: A Critical Commentary of His Live and Works (3 tomy; Londyn 1962, 1968, 1972), Mahler’s Sixth Symphony: A Study (Londyn 1980), Anatomy of the Orchestra (Londyn 1981), A Companion to the Orchestra (Londyn 1987), Conducting Beethoven (tom 1 The Symphonies Oxford 1992, tom 2 Overtures, Concertos, Missa Solemnis Oxford 1993), Conducting Brahms (Oxford 1993).